# NGC 4786
NGC 4786 (również PGC 43922) – galaktyka eliptyczna (E), znajdująca się w gwiazdozbiorze Panny. Odkrył ją William Herschel 17 kwietnia 1784 roku.
W galaktyce tej zaobserwowano supernową SN 2002cf.